# سوزوکی بی-کینگ
سوزوکی بی-کینگ (به انگلیسی: Suzuki B-King) یک موتورسیکلت چهارسیلندر ژاپنی در سبک استریت فایتر که توسط کمپانی سوزوکی در سال ۲۰۰۷ معرفی شد، و از یک انجین ۱۳۴۰ سی‌سی چهارسیلندر خطی با قدرت ۱۸۱ اسب بخار همراه با رادیاتور آب استفاده می‌کند که این انجین برای نسل دوم هایابوسا نیز نصب شده بود، اما با سیستم‌های اگزوز و ورودی متفاوت.

## مشخصات فنی
سوزوکی بی-کینگ از محبوب‌ترین پیشرانه‌های خود یعنی پیشرانه به کار رفته در موتورسیکلت هایابوسا بهره می‌برد. این پیشرانه ۴ سیلندر خطی با حجم ۱۳۴۰ سی‌سی قادر است تا حداکثر ۱۸۱ اسب بخار قدرت و ۱۴۶ نیوتن متر گشتاور تولید کند. نیروی تولیدی این پیشرانه قدرتمند توسط یک گیربکس ۶ سرعته به چرخ عقب منتقل می‌شود و شتاب و حداکثر سرعت قابل توجهی را برای سوزوکی بی کینگ به ارمغان می‌آورد.
گفتنی است که سوزوکی بی کینگ دارای دو حالت رانندگی است که حالت A، قدرت پیشرانه را بدون محدودیت در اختیار راننده قرار می‌دهد و حالت B، حداکثر قدرت خروجی را به ۱۱۴ اسب بخار محدود می‌کند.
بیشترین سرعت این موتور ۲۵۰ کیلومتر بر ساعت (در برخی از منابع تا ۲۹۰ کیلومتر هم ادعا شده است) است. این در شرایطی است که با دنده ۱ می‌تواند تا سرعت ۱۳۵ کیلومتر بر ساعت حرکت کند. حداکثر سرعت این موتور در نسل‌های جدید بیشتر هم شده است.

## بازخوردها
این موتور در سال ۲۰۰۸ فروش خوبی نداشت و بصورت کلی در بازار جهانی، محبوبیت بسیار کمی دارد. اما در ایران از ابتدا مورد استقبال وارد شد و محبوبیت بسیار زیادی پیدا کرد. بسیاری این موتور را با هوندا سی‌بی۱۳۰۰ مقایسه می‌کنند و مسابقات و تست رایدرهای زیادی برای مقایسهٔ این دو مدل اتفاق می‌افتد. برای این دسته از علاقه‌مندان باید گفت این موتور بسیار قوی‌تر از سی‌بی۱۳۰۰ است. شتاب بسیار زیادی دارد و حداکثر سرعت بیشتری هم دارد.

## بی-کینگ در ایران
این موتورسیکلت دومین موتورسنگین محبوب در ایران است. بی-کینگ بعد از هوندا سی‌بی۱۳۰۰، بیشترین طرفدار را در ایران دارد. علاقه به این موتور در ایران به قدری بالاست که ماکت آن را خریداری می‌کنند. این موتور که یکی از پرسرعت‌ترین و پرقدرت‌ترین موتورسنگین‌های ایران است، امکان تردد بصورت قانونی در سطح شهر را ندارد. متأسفانه موتور سوزوکی بی-کینگ با اینکه طرفداران زیادی دارد، اما به دلیل محدودیت‌های قانونی، امکان پلاک شدن را ندارد.